# Klaus Diedrich

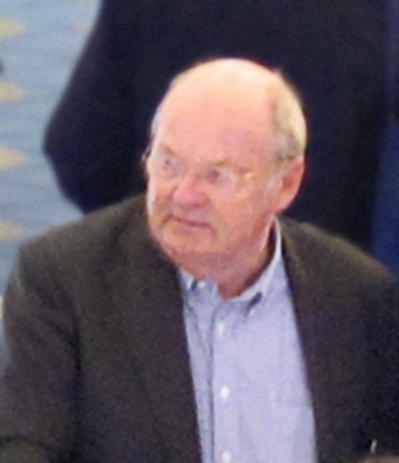
Klaus Diedrich (2013)

Klaus Hermann Rolf Diedrich (* 28. April 1946 in Nordenham) ist ein deutscher Gynäkologe und Geburtshelfer.

## Leben und Wirken
Klaus Diedrich legte sein Abitur 1966 am Matthias-Claudius-Gymnasium in Hamburg ab. Er studierte Medizin an der Universität Hamburg. 1972 begann Diedrich seine einjährige Medizinalassistentenzeit in den Fächern Chirurgie und Innere Medizin. Seinen Wehrdienst leistete er von 1973 bis 1974 als Truppenarzt der Bundeswehr. Von 1974 bis 1978 absolvierte Diedrich seine Facharztausbildung an der Universität Hamburg. 1979 wechselte er als Oberarzt an die Klinik für Frauenheilkunde und Geburtshilfe der Medizinischen Hochschule zu Lübeck.
Er wurde 1981 für das Fach Frauenheilkunde und Geburtshilfe habilitiert. 1984 folgte er seinem klinischen Lehrer Dieter Krebs als Professor und leitender Oberarzt an die Universitätsfrauenklinik in Bonn. 1993 übernahm Klaus Diedrich den Lehrstuhl an der Medizinischen Universität zu Lübeck für Frauenheilkunde und Geburtshilfe. Er leitete die Frauenklinik des Universitätsklinikums Schleswig-Holstein am Standort Lübeck. Im Jahr 2006 wurde Diedrich zum Prodekan der Universität zu Lübeck gewählt. 2012 ging er in den Ruhestand.
1984 war Klaus Diedrich Gründungsmitglied der European Society of Human Reproduction and Embryology (ESHRE), von 1985 bis 1991 deren Sekretär, von 1991 bis 1993 Vizepräsident (chairman-elect) und von 1993 bis 1995 Präsident der Gesellschaft. Seit 2003 ist er Mitglied der Deutschen Akademie der Naturforscher Leopoldina. Klaus Diedrich war mehrere Jahre Mitglied des Vorstands der Deutschen Gesellschaft für Gynäkologie und Geburtshilfe, von 2002 bis 2004 Präsident der Fachgesellschaft und organisierte deren Kongress 2004 in Hamburg. Weiterhin ist Diedrich Mitglied von 18 nationalen und internationalen Editorial Boards. Als Wissenschaftler veröffentlichte er rund 480 Publikationen in der Fachliteratur.
Klaus Diedrich engagiert sich besonders für eine gesetzlich geregelte Einführung der Präimplantationsdiagnostik (PID) in Deutschland.
Er ist seit 1982 mit der Ärztin Christa Diedrich verheiratet. Die Hamburger Köchin Cornelia Poletto ist seine Tochter.

## Schriften (Auswahl)
- Klaus Diedrich: Klinisch-experimentelle Untersuchungen zur Bestimmung der fetalen Lungenreife. Habilitationsschrift, Medizinischen Hochschule zu Lübeck 1981
- Klaus Diedrich, Safaa Al-Hasani: Neue Wege in Diagnostik und Therapie der weiblichen Sterilität. Enke-Verlag, Stuttgart 1987, ISBN 3-432-96271-1
- Klaus Diedrich, Safaa Al-Hasani: Weibliche Sterilität: Ursachen, Diagnostik und Therapie. Springer-Verlag, Berlin 1998, ISBN 3-540-62962-9
- Dieter Krebs, Klaus Diedrich: Aktuelle Reproduktionsmedizin: Gegenwart und Zukunft bei der IVF und ICSI. Thieme-Verlag, Stuttgart 1999, ISBN 3-13-105091-8
- Klaus Diedrich, Monika Bals-Pratsch: Gynäkologie und Geburtshilfe. Springer-Verlag, Berlin 2000
- Klaus Diedrich, Simone Kunz: Endlich ein Baby! Wie Sie Ihren Kinderwunsch verwirklichen können; Fortpflanzungsmedizin - alternative Behandlungsmethoden - Adoption; mit vielen Beispielen aus der Praxis. Knaur, München 2005, ISBN 3-426-64167-4
- Klaus Diedrich, Cornelia Poletto: Die Baby-Formel: der gesunde Weg für Schwangerschaft und Geburt. Zabert Sandmann, München 2009, ISBN 978-3-89883-254-0

## Ehrungen
- Mitglied des Wissenschaftlichen Beirates der Bundesärztekammer (1996)
- Ehrenmitglied der Israelischen Gesellschaft für Gynäkologie und Geburtshilfe (1999)
- Fachgutachter der Deutschen Forschungsgemeinschaft für das Gebiet Geburtshilfe und Gynäkologie (1999)
- Mitglied der Deutschen Akademie der Naturforscher Leopoldina (2003)
- Fellow of the Royal College of Obstetrics and Gynecology (FRCOG) (2006)
- Ehrendoktor der Demokrit-Universität Thrakien (2009)
- Carl-Kaufmann-Medaille der Deutschen Gesellschaft für Gynäkologie und Geburtshilfe (2012)